# Kâmed el Lôz
Kamid el-Loz, även stavat Kamid al-Lawz, är en ort. Orten ligger i västra Bekaa, Libanon i guvernementet Mohafazat Béqaa, i den centrala delen av landet, 40 kilometer sydost om huvudstaden Beirut. Bosättningen har en befolkning på flera tusen, mestadels sunnimuslimer. Platsen är också en känd plats för arkeologiska utgrävningar.

## Historia, upptäckt och utgrävningar
År 1838 noterade Eli Smith Kamid el-Lauz som en sunnimuslimsk by i Bekaadalen.  Det forntida namnet på platsen tros vara Kumidi.
Redan 1897 misstänkte teologen Hermann Guthe att det antika orientaliska namnet på staden Kumidi gömdes bakom det moderna arabiska ortnamnet Kāmid el-Lōz. Denna stad nämns fem gånger i breven från Amarna (statsarkivet i Tell el-Armana) Arkivet var den egyptiske farao Amenhotep IV Akhenaton (1352-1336 f.Kr.). I lertavlan EA 129 nämns Kumidi som säte för en egyptisk guvernör och i dokumentet EA 132 nämns namnet Puhuru som guvernör. Under utgrävningsarbetet upptäcktes totalt sju kilskriftstexter i området kring palatset, varav sex var brev från Armana-tiden. De hittade breven var skrivna med mesopotamisk kilskrift. 1954 upptäcktes  tellen (bosättningshögen) av Arnulf Kuschke, professor i biblisk arkeologi vid Universitet i Mainz. Det första utgrävningsarbetet påbörjades av honom och Rolf Hachmann, professor i förhistoria och tidig historia vid Saarlands universitet i Saarbrücken, 1963. 1964 lämnade Arnulf Kuschke arbetet och ersattes av Martin Metzger, forskare i Gamla testamentet vid det teologiska seminariet och vid universitetet i Hamburg, från 1974 i Kiel.
Efter 1966 har utforskning av ruinkullen letts av Rolf Hachmann. 1981 tvingades man att upphöra med utgrävningarna på grund av det libanesiska inbördeskriget. Då hade framför allt den nordvästra delen av tellen utforskats på en yta av cirka 5700 m2 och ett maximalt djup på ca 7,45 m.
1997 återupptogs utgrävningar under ledning av Marlies Heinz, professor i främre orientens arkeologi vid universitetet i Freiburg. På grund av inbördeskriget i Syrien har inga utgrävningar gjorts sedan 2012.  

## Arkeologi
I Tell Kamid el-Loz gjordes stora arkeologiska utgrävningar av tyska forskare från 1963. Det var en av de viktigaste fyndplatserna i Libanon, där arkeologer hittade och registrerade många spektakulära byggnader, som är mycket viktiga för att förstå regionens historia. Man hittade fynd ändå från paleolitikum. De hittades tillsammans med fynd från en  neolitisk (epipaleolitisk) kultur Heavy Neolithic fram till den senneolitiska perioden. Senare blev platsen mänsklig bosättning under bronsåldern. Platsen omnämns i Armarna breven och det var en muromgärdad stad under bronsåldern med palats och tempel och var bebodd ända fram till den bysantinska eran. Platsen utgrävdes av arkeologer från Saarbrücken 1963 till 1982. Ett tyskt team från universitetet i Freiburg har genomfört nyare utgrävningar och studier. Många urbana strukturer som försvarssystem, tempel, palats, privata bostäder, verkstäder och gravfält upptäcktes. Arkeologerna hittade också vardagliga föremål som keramik, smycken och andra lyxartiklar. 

## Kilskriftstavlor och inskrifter
Några av de viktigaste fynden var förmodligen dokument skrivna med kilskrift på lertavlor daterade till 1300-talet f.Kr. Byn Kamed el-Loz ligger ovanpå bosättningar som byggdes under de akemenidiska, hellenistiska och romerska perioderna. Platsen har fastställts vara staden Kumidi nämnd i Amarnabreven. Den användes som residens för egyptiska ämbetsmän för att övervaka de sydliga  kungarna i Levanten åt farao.
Två av de lertavlor som hittades i Kāmid el-Lōz var skrivna med mesopotamisk kilskrift. Det var manuskript från det egyptiska statskansliet till prinsen Zalaja av Damaskus och till härskaren över den okända staden Saza'ena. Ostraka (krukskärvor med skrift) med gammalfenicisk skrift från Kāmid el-Lōz hittades i palats- och tempelområdena inom den sena bronsålderns lagersekvens. Vidare hittades två inskriptioner, en på ett handtag av en kanna och den andra på ett pithos (förrådskärl) från borggården till palatset P2 i ugaritisk kilskrift. Två stenskålar som hittades i dörröppningen till ett källarrum i det sena bronsålderspalatset hade egyptiska inskriptioner på kärlets axlar.
Söder om byn hittades en nekropol (begravningsplats) som dateras till denna tid. Strax utanför Kamed El-Loz ligger ett stort umayyadiskt stenbrott som syns från vägen. Platsen har klippgravar och arameiska inskriptioner. Stenbrottet försåg 700-talsstaden Anjar med sten och brytningen utfördes av östliga kristna från Irak som fördes till Bekaa för detta ändamål.
Den arkeologiska utgrävningsplatsen Kamid Loz I ligger 2 kilometer nordost om byn Kamid el-Loz och 4,5 kilometer nordnordost om Joub Jannine. Platsen visade en direkt övergång från paleolitiskt material. som övergick i ett blandat lager med flinta och keramik. Kulturen i området är dåligt dokumenterad i arkeologin, och kallas Qaraounkulturen. Den bebodde området i början av den neolitiska revolutionen. Tunga neolitiska flintstenar från denna kultur som samlats in här inkluderade skrapor, hackor och yxor tillsammans med en stor mängd avfall.

## Viktiga fynd
Fynden dokumenterar Kumidis omfattande släktskap: den mykenska kulturen inkluderar en djurrytm i form av en sköldpadda och en fiskrytm, båda från templets västra gård, två spetsiga rytmer med växtdekorationer från gård K i tempelkomplexet och en idol från tempel T1. 

En fajansskål med lotusblomma och dekor med fiskar från tempel T1 samt ett fragment av en statyett från tempelområdet härstammar från Egypten. Från palatsens skattkammare (från cirka 1700 f.Kr.) kommer fragment av en relief föreställande en förbönsgudinna och en gudinna i falkdräkt, båda gjorda av guldfolie på silverplåt. Bland mera utmärkande fynd finns också en elfenbensfigur av en lyraspelande figur från den kungliga paviljongen. En spelbräda i form av en modell av en lever gjord av lera. Tidiga feniciska artefakter i elfenben (tillskrivna 1300-talet f.Kr.). Delar av en rustning i brons och spelbräden gjorda av elfenben.

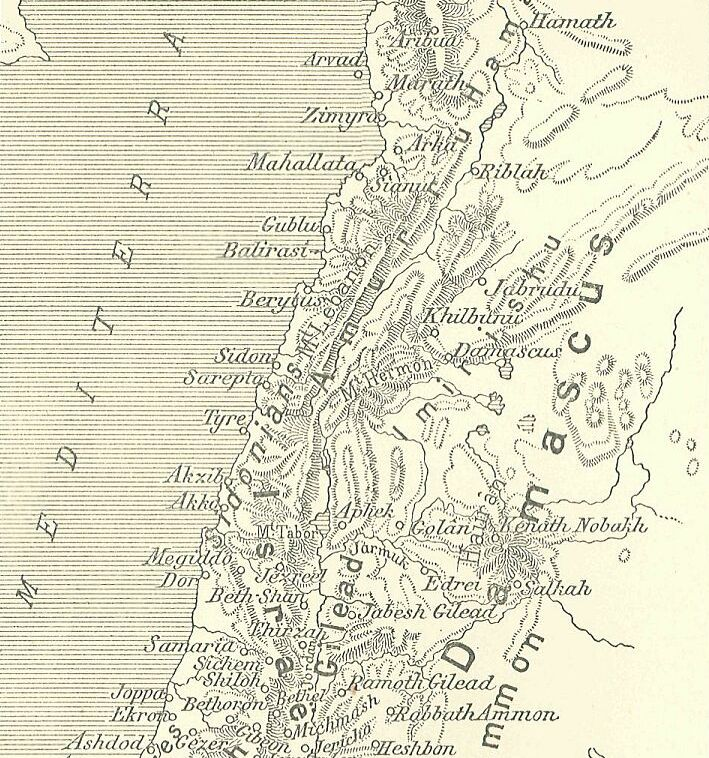
Karta över regionen
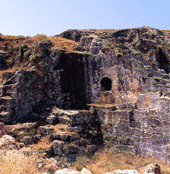
Stenbrott med gravar Kamid el-Loz
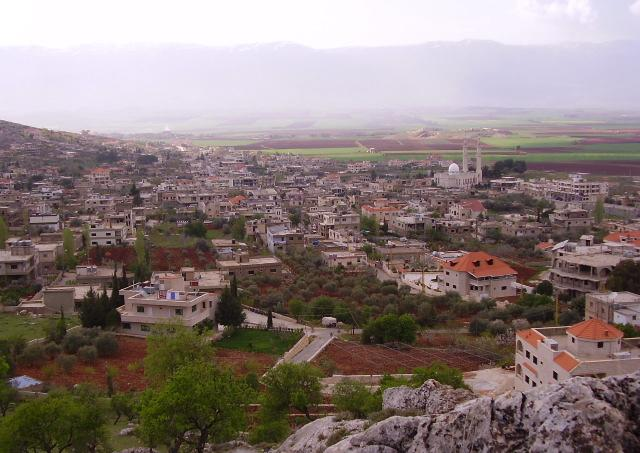
Den moderna orten